# NGC 661
NGC 661 је елиптична галаксија у сазвежђу Троугао која се налази на NGC листи објеката дубоког неба.
Деклинација објекта је + 28° 42' 24" а ректасцензија 1h 44m 14,6s. Привидна величина (магнитуда) објекта NGC 661 износи 12,2 а фотографска магнитуда 13,2. Налази се на удаљености од 33,243 милиона парсека од Сунца. NGC 661 је још познат и под ознакама UGC 1215, MCG 5-5-5, CGCG 503-14, PGC 6376.